# Polemon barthii
Espèce
Statut de conservation UICN

 LC  : Préoccupation mineure
Polemon barthii est une espèce de serpents de la famille des Lamprophiidae.

## Répartition
Cette espèce se rencontre en Guinée, en Côte d'Ivoire et au Cameroun.

## Description
C'est un serpent venimeux.

## Publication originale
- Jan, 1858 : Plan d'une iconographie descriptive des ophidiens et description sommaire de nouvelles espèces de serpents. Revue et Magasin de Zoologie Pure et Appliquée, Paris, ser. 2, vol. 10, p. 438-449 & 514-527 (texte intégral).